# Ischnopterapion plumbeomicans plumbeomicans
Ischnopterapion plumbeomicans plumbeomicans é uma subespécie de insetos coleópteros polífagos pertencente à família Apionidae.
A autoridade científica da subespécie é Rosenhauer, tendo sido descrita no ano de 1856.
Trata-se de uma subespécie presente no território português.